# Plusiophaes albucha
Plusiophaes albucha là một loài bướm đêm trong họ Noctuidae.